# Mexikanische Vihuela
Die in Mexiko gebräuchliche Bezeichnung Vihuela oder Vihuela coculense (‚Vihuela aus Cocula‘; spanisch auch vihuela mexicana ‚mexikanische Vihuela‘) bezieht sich im Gegensatz zur historischen Vihuela in Spanien auf ein geschichtlich jüngeres, seit dem 19. Jahrhundert gebräuchliches Saiteninstrument mit fünf Saiten, das vor allem von Mariachi-Gruppen verwendet wird. In der Form gleicht sie einem verkleinerten Guitarrón und weist die gleiche bauchige Wölbung der Rückseite auf. Die Stimmung ähnelt der einer Gitarre ohne 6. Saite, wobei jedoch die drei tiefsten Saiten der mexikanischen Vihuela im Vergleich zur Gitarre eine Oktave höher gestimmt werden (a d' g' h e').

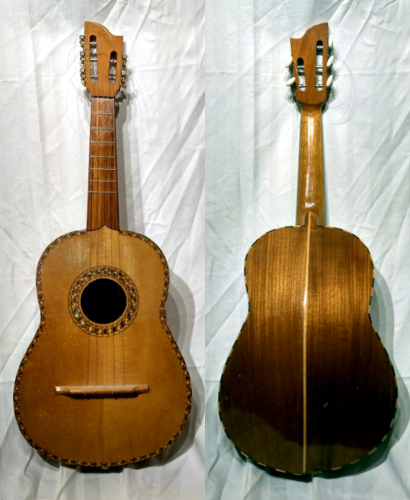
Mexikanische Vihuela
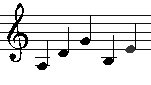
Stimmung
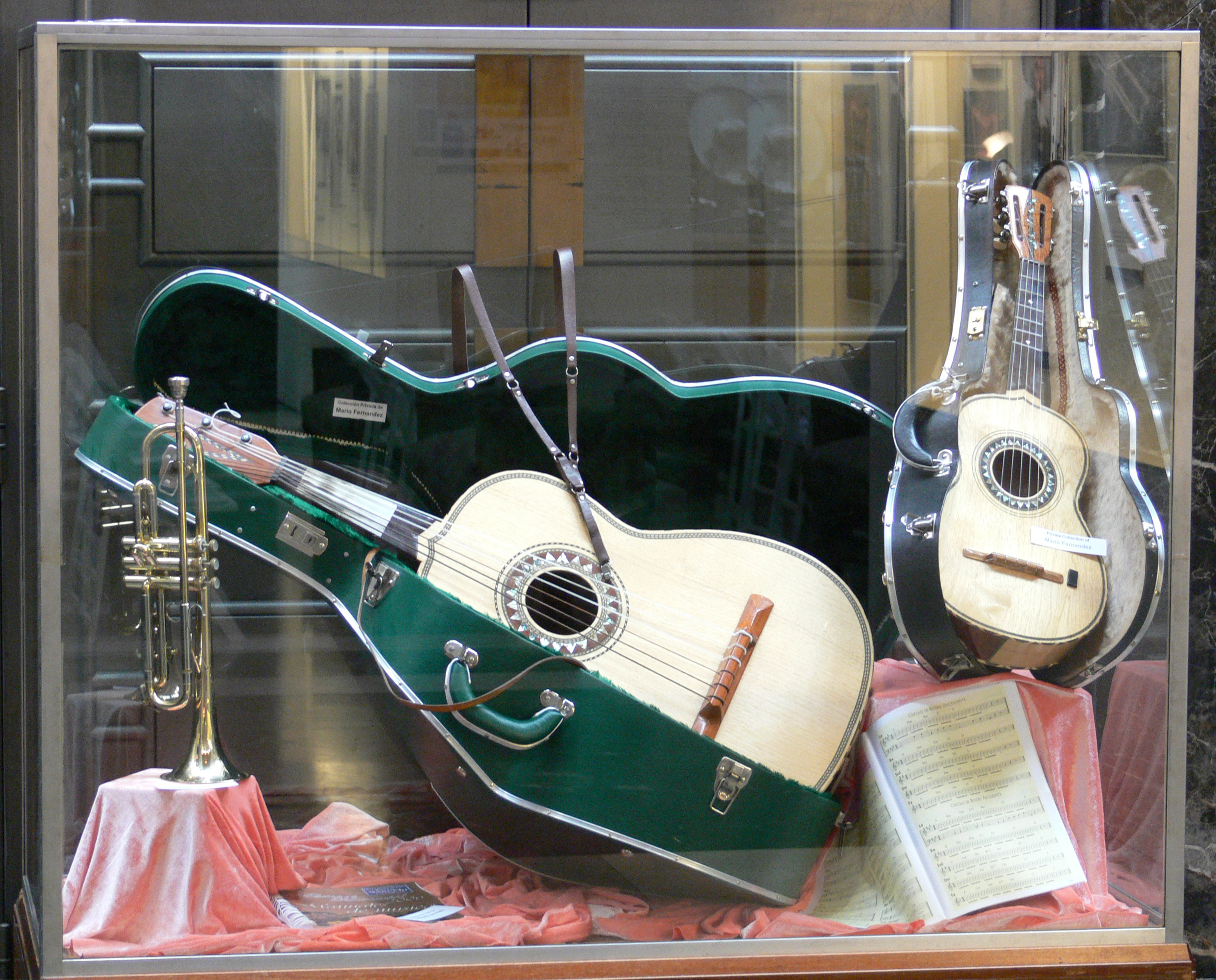
Guitarrón (links) und mexikanische Vihuela im Größenvergleich